# Геометричний центр Польщі

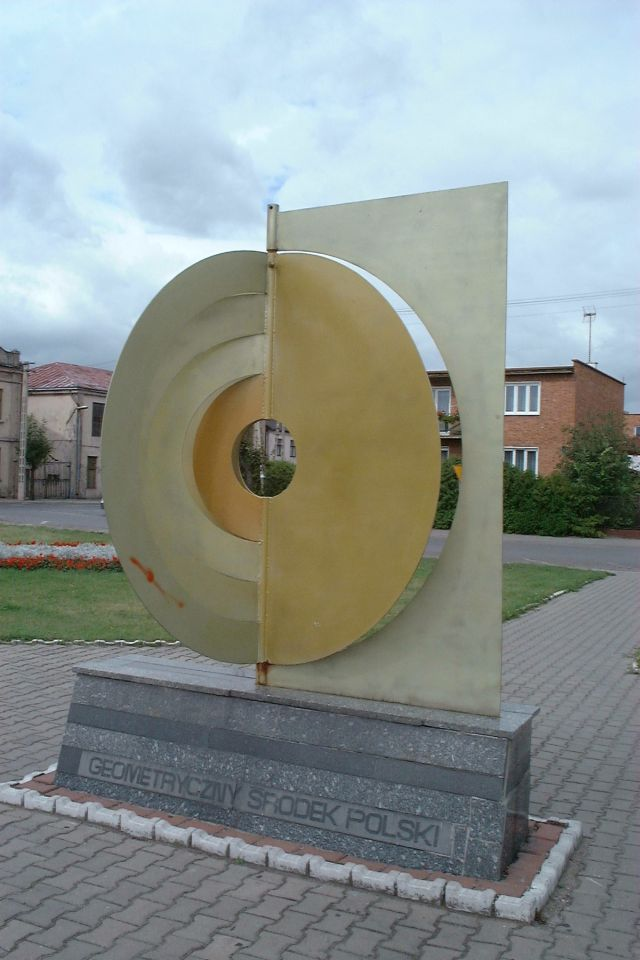
Пам'ятний знак у селі Пйонтек

Геометри́чний центр По́льщі, згідно з даними Головного управління геодезії та картографії Польщі, знаходиться в селі Пйонтек однойменної ґміни, Ленчицького повіту Лодзинського воєводства. 8 серпня 1976 року на його центральній площі було встановлено відповідний пам'ятний знак.
Геометричний центр був розрахований як точка перетину ортодром, проведених між вершинами чотирикутника, утвореного паралелями і меридіанами, що проходять через крайні точки території Польщі:
- північ: Ястшембя Гура в ґміні Владиславово, Пуцького повіту Поморського воєводства
- південь: гора Ополонек в Східних Карпатах, у масиві Бещади
- захід: меандр Одри, біля Цедині у Західнопоморському воєводстві
- схід: вигин Західного Бугу, біля Зосину в ґміні Городло, Грубешівського повіту Люблінського воєводства

Визначений у такий спосіб, геометричний центр є умовною точкою і не відповідає центру ваги плоскої фігури, обмеженої кордонами Польщі. Втім, це місце стало туристичним об'єктом, також використовується як відправна точка або один з пунктів маршруту пішохідних та велотурів. Існувала можливість отримання спеціального Сертифікату відвідування геометричного центру Польщі, виданого Управлінням ґміни.
52°4′9.0012″ пн. ш. 19°28′50.001″ сх. д. / 52.069167000° пн. ш. 19.48055583° сх. д.
У 2018 році геодезисти організації «Почесний меридіан Кракова» підрахували, що центр ваги сухопутної території Польщі знаходиться за 6,3 км на північний захід від центру міста Пйонтек — в селі Балькув ґміни Пйонтек. Центр ваги всієї території Польщі, включаючи води територіального моря, знаходиться за 16 км на північний захід, у селі Нова Весь ґміни Кутно. 13 жовтня 2018 року на цьому місці встановлено гранітний меморіальний стовп. Координати геодезичного центру всієї Польщі: 52°11'27.95" пн. ш. 19°21'19.46" сх. д..